# Liga polska w piłce nożnej (1930)
Liga polska w piłce nożnej 1930 – 4. edycja najwyższych w hierarchii rozgrywek ligowych polskiej klubowej piłki nożnej.
Absolutnym beniaminkiem Ligi było ŁTSG Łódź.
| Poziomy rozgrywkowe w sezonie 1930 | Poziomy rozgrywkowe w sezonie 1930 | Poziomy rozgrywkowe w sezonie 1930 |
| Rozgrywki                          | P                                  | Nazwa                              |
| ---------------------------------- | ---------------------------------- | ---------------------------------- |
| Centralne                          | I                                  | Liga                               |
| Okręgowe (13 okręgów)              | II                                 | A Klasa                            |
| Okręgowe (13 okręgów)              | III                                | B klasa                            |
| Okręgowe (13 okręgów)              | IV                                 | C klasa                            |

## Drużyny
| Uczestnicy poprzedniej edycji                                                                                 | Uczestnicy poprzedniej edycji | Uczestnicy poprzedniej edycji | Uczestnicy poprzedniej edycji |
| --- | ----------------------------- | ----------------------------- | ----------------------------- |
| WAR | Warta Poznań                  | 1                             |                               |
| GAR | Garbarnia Kraków              | 2                             |                               |
| WKR | Wisła Kraków                  | 3                             |                               |
| LEG | Legia Warszawa                | 4                             |                               |
| ŁKS | ŁKS Łódź                      | 5                             |                               |
| CRA | Cracovia                      | 6                             |                               |
| PWA | Polonia Warszawa              | 7                             |                               |
| WAW | Warszawianka                  | 8                             |                               |
| PGL | Pogoń Lwów                    | 9                             |                               |
| RCH | Ruch Wielkie Hajduki          | 10                            |                               |
| CZL | Czarni Lwów                   | 11                            |                               |
| Awans z klasy A 1930                                                                                          |                               |                               |                               |
| po eliminacjach                                                                                               |                               |                               |                               |
| ŁTS | ŁTSG Łódź                     | 1                             |                               |
| Oznaczenia: - kolumna pierwsza – skróty nazw drużyn, - kolumna trzecia – miejsce zajęte w poprzednim sezonie. |                               |                               |                               |

## Tabela
| Lp. | Drużyna              | M  | Z  | R  | P  | Bramki | Bramki | Stos. | Pkt | Uwagi             |
| --- | -------------------- | -- | -- | -- | -- | ------ | ------ | ----- | --- | ----------------- |
| 1   | Cracovia (M)         | 22 | 16 | 1  | 5  | 46     | 22     | 2,091 | 33  |                   |
| 2   | Wisła Kraków         | 22 | 14 | 4  | 4  | 53     | 34     | 1,559 | 32  |                   |
| 3   | Legia Warszawa       | 22 | 12 | 6  | 4  | 67     | 27     | 2,481 | 30  |                   |
| 4   | Polonia Warszawa     | 22 | 10 | 6  | 6  | 59     | 39     | 1,513 | 26  |                   |
| 5   | Warta Poznań         | 22 | 11 | 4  | 7  | 50     | 37     | 1,351 | 26  |                   |
| 6   | Garbarnia Kraków     | 22 | 8  | 5  | 9  | 50     | 49     | 1,020 | 21  |                   |
| 7   | Pogoń Lwów           | 22 | 4  | 11 | 7  | 34     | 36     | 0,944 | 19  |                   |
| 8   | Ruch Wielkie Hajduki | 22 | 7  | 5  | 10 | 34     | 51     | 0,667 | 19  |                   |
| 9   | Czarni Lwów          | 22 | 5  | 9  | 8  | 25     | 40     | 0,625 | 19  |                   |
| 10  | ŁKS Łódź             | 22 | 6  | 3  | 13 | 38     | 40     | 0,950 | 15  |                   |
| 11  | Warszawianka         | 22 | 4  | 4  | 14 | 27     | 66     | 0,409 | 12  |                   |
| 12  | ŁTSG Łódź (S)        | 22 | 3  | 6  | 13 | 25     | 67     | 0,373 | 12  | Spadek do klasy A |

## Wyniki spotkań
| Gospodarz \ Gość     | CRA  | CZL | GAR | LEG | ŁKS | ŁTS | PGL | PWA | RCH | WAW | WAR  | WKR |
| Cracovia             |      | 2:1 | 2:1 | 2:3 | 1:0 | 3:1 | 3:0 | 3:2 | 3:0 | 3:0 | 1:4  | 0:1 |
| Czarni Lwów          | 1:2  |     | 2:1 | 0:0 | 0:0 | 0:0 | 0:0 | 0:2 | 2:1 | 0:2 | 3:1  | 4:2 |
| Garbarnia Kraków     | 2:3  | 5:2 |     | 3:2 | 2:0 | 4:1 | 4:0 | 3:3 | 4:2 | 1:3 | 1:1  | 1:3 |
| Legia Warszawa       | 2:2  | 1:1 | 3:1 |     | 3:2 | 8:0 | 1:1 | 8:4 | 7:1 | 5:0 | 4:0  | 3:2 |
| ŁKS Łódź             | 0:1  | 3:1 | 5:1 | 1:5 |     | 2:0 | 3:3 | 0:1 | 5:0 | 7:0 | 1:4  | 0:2 |
| ŁTSG Łódź            | 0:5  | 0:0 | 2:4 | 0:3 | 1:1 |     | 2:1 | 0:0 | 2:3 | 2:2 | 3:2  | 1:4 |
| Pogoń Lwów           | 0:2  | 0:1 | 0:0 | 0:0 | 2:1 | 8:2 |     | 1:1 | 2:2 | 5:0 | 3:0  | 2:2 |
| Polonia Warszawa     | 0:32 | 7:0 | 5:1 | 3:1 | 4:2 | 2:2 | 2:2 |     | 4:1 | 4:1 | 5:0  | 3:4 |
| Ruch Wielkie Hajduki | 1:0  | 1:1 | 2:2 | 1:1 | 4:0 | 3:1 | 4:1 | 2:1 |     | 2:1 | 2:23 | 0:4 |
| Warszawianka         | 1:3  | 1:1 | 2:2 | 0:6 | 1:4 | 2:4 | 2:2 | 0:3 | 1:0 |     | 4:0  | 1:5 |
| Warta Poznań         | 1:0  | 4:0 | 5:1 | 2:1 | 3:1 | 9:1 | 1:1 | 3:1 | 3:0 | 4:2 |      | 0:1 |
| Wisła Kraków         | 1:2  | 5:5 | 1:6 | 1:0 | 1:0 | 1:0 | 3:0 | 2:2 | 4:2 | 3:1 | 1:1  |     |

Źródło: Przegląd Sportowy nr 98/1930 (pol.)
Objaśnienia:
1Drużyna gospodarzy jest wymieniona po lewej stronie tabeli.
2Mecz wygrała 1:0 Polonia, został on jednak zweryfikowany na walkower 3:0 dla Cracovii
3Mecz został przerwany ze względu na ciemności w 72 min. przy stanie 2:1 dla Warty i dokończony w innym terminie
Kolory: zielony – zwycięstwo gospodarzy, żółty – remis, różowy – zwycięstwo gości.

## Najlepsi strzelcy
| Gole | Strzelcy               | Drużyna          |
| ---- | ---------------------- | ---------------- |
| 24   | Karol Kossok           | Cracovia         |
| 22   | Józef Nawrot           | Legia Warszawa   |
| 21   | Leonard Malik          | Polonia Warszawa |
| 18   | Józef Smoczek          | Garbarnia Kraków |
| 17   | Walerian Kisieliński   | Wisła Kraków     |
| 14   | Józef Ciszewski        | Legia Warszawa   |
| 14   | Henryk Herbstreit      | ŁTSG Łódź        |
| 13   | Henryk Reyman          | Wisła Kraków     |
| 12   | Władysław Król         | ŁKS Łódź         |
| 10   | Michał Matyas          | Pogoń Lwów       |
| 10   | Mieczysław Ogrodziński | Polonia Warszawa |
| 10   | Wacław Przeździecki    | Legia Warszawa   |
| 10   | Józef Sobota           | Ruch Chorzów     |
| 10   | Wawrzyniec Staliński   | Warta Poznań     |

## Klasyfikacja medalowa mistrzostw Polski po sezonie
Tabela obejmuje wyłącznie pierwszą piątkę klasyfikacji.
|    | Klub             |   |   |   |
| -- | ---------------- | - | - | - |
| 1. | Pogoń Lwów       | 4 | 0 | 0 |
| 2. | Wisła Kraków     | 2 | 2 | 2 |
| 3. | Cracovia         | 2 | 0 | 1 |
| 4. | Warta Poznań     | 1 | 3 | 4 |
| 5. | Polonia Warszawa | 0 | 2 | 1 |